# Reforma regional de Noruega

Los nuevos condados desde el 1 de enero de 2020.

La reforma regional de Noruega fue una reforma a la estructuración de los condados en Noruega, donde los 19 condados se redujeron a 11. Esta reforma fue uno de los proyectos políticos del gobierno de Erna Solberg y se dio en paralelo con la reforma municipal del país. El parlamento aprobó la reforma regional el 8 de junio de 2017.
El nuevo condado de Trøndelag (previamente los condados de Nord-Trøndelag y Sør-Trøndelag) ya había sido creado el 1 de enero de 2018.
Se crearon seis nuevos condados mediante la fusión de 13 condados preexistentes el día 1 de enero de 2020: Viken (antes Buskerud, Akershus y Østfold), Innlandet (antes Oppland y Hedmark), Vestfold y Telemark (antes Vestfold y Telemark), Agder (antes Vest-Agder y Aust-Agder), Vestland (antes Sogn og Fjordane y Hordaland) y Troms y Finnmark (antes Troms y Finnmark).
Los cuatro condados Oslo, Rogaland, Møre y Romsdal y Nordland no fueron modificados por la reforma.

## Decisiones del parlamento

Los anteriores condados en 1 de enero de 2017.

### Informe al parlamento
El 5 de abril de 2016 se presentó un informe al Storting en el que se definía el número de regiones y se especificaba el rol, la estructura y las tareas de las nuevas regiones. El 2 de junio se propuso una recomendación adicional y finalmente fue aprobado en el parlamento el 8 de junio de 2016 por 89 votos contra 9.

### Propuesta y decisión parlamentaria
La Propuesta al Storting de una Nueva división electoral a nivel regional se presentó el 5 de abril de 2017, con un modificación incluida el 1 de junio. La reforma regional fue finalmente aprobada por el parlamento el 8 de junio de 2017.

### Referéndum en Finnmark
Desde el 7 al 14 de mayo de 2018 se realizó un referéndum en Finnmark acerca de la fusión con el condado de Troms, donde una mayoría del 87 % votó en contra de la fusión (con una participación del 58%).

### Acuerdo con el Partido Popular Cristiano
El 24 de septiembre de 2018, el Partido Popular Cristiano acordó con el gobierno de Solberg un acuerdo de 50 puntos para la transferencia de tareas del Estado al nivel regional. El acuerdo presupone que los condados, de ser necesario, se fusionen por la fuerza.

## Nueva división
| Escudo | Condado (desde 2020) | Anteriormente                | Fecha de la fusión | Municipios incorporados | Municipios salientes |
| ------ | -------------------- | ---------------------------- | ------------------ | ----------------------- | -------------------- |
|        | Agder                | Aust-Agder Vest-Agder        | 1 de enero de 2020 |                         |                      |
|        | Innlandet            | Hedmark Oppland              | 1 de enero de 2020 |                         | Jevnaker Lunner      |
|        | Møre og Romsdal      |                              |                    | Hornindal               | Halsa Rindal         |
|        | Nordland             |                              |                    |                         | Tjeldsund            |
|        | Oslo                 |                              |                    |                         |                      |
|        | Rogaland             |                              |                    |                         |                      |
|        | Troms og Finnmark    | Finnmark Troms               | 1 de enero de 2020 | Tjeldsund               |                      |
|        | Trøndelag            | Nord-Trøndelag Sør-Trøndelag | 1 de enero de 2018 | Halsa Rindal            |                      |
|        | Vestfold og Telemark | Telemark Vestfold            | 1 de enero de 2020 |                         | Svelvik              |
|        | Vestland             | Hordaland Sogn og Fjordane   | 1 de enero de 2020 |                         | Hornindal            |
|        | Viken                | Akershus Buskerud Østfold    | 1 de enero de 2020 | Jevnaker Lunner Svelvik |                      |